# Omega (Bradshaw)
Omega is historisch merk van motorfietsen:
Onder deze naam ontwikkelde Granville Bradshaw in 1956 een motor met een torusvormige cilinder, de zogenaamde “Ringmotor”. 
- Er waren nog meer merken met de naam Omega, zie Omega (Brussel) - Omega (Coventry) - Omega (Frankrijk) - Omega (North Hollywood) - Omega (Wolverhampton)